# عبد الله الريحاني
عبد الله الريحاني (3 فبراير 2004) هو لاعب كرة قدم، يلعب في مركز مهاجم لفريق أتلتيكو مدريد ب. ولد في إسبانيا، ويمثل المغرب على مستوى الشباب.

## المسيرة الكروية

### بداية حياته المهنية
ولد الريحاني في برشلونة، وبدأ مسيرته المهنية مع سان أندريو ودام. وعندما كان في أكاديمية دام، كان يلعب في فريق الشباب الثالث، وأجب الكشاف الإطالي، جوليو دي ماركو من أتلتيكو مدريد بملفه الشخصي.

### اتليتيكو مدريد
انضم الريحاني إلى أتلتيكو مدريد رسميًا في 1 سبتمبر 2021. تقدم من خلال الأكاديمية، وشكل ثنائي مع زميله في الفريق أدريان نينو، حيث سجل الاثنان 57 هدفًا في موسم 2022-23. كما قدم أداءً جيدًا في دوري أبطال أوروبا للشباب 2022–23، عندما سجل أربعة أهداف في ثماني مباريات حيث خرج أتلتيكو مدريد من ربع النهائي ضد ميلان. في 2 مارس 2023، وقع عقدًا جديدًا مع النادي لمدة أربع سنوات.
شارك الريحاني مع الفريق الأول لنادي أتلتيكو مدريد كبديل غير مستخدم في مباراة الدوري الإسباني في 4 يونيو 2023 ضد نادي فياريال.

### اشبيلية الإسباني
انضم الريحاني  رسمياً إلى نادي إشبيلية الإسباني في أغسطس 2025 قادماً من الفريق الثاني لنادي أتلتيكو مدريد ، حيث سيلعب في مركز مهاجم رديف.

## المسيرة الدولية
مثل الريحاني المغرب على مستوى تحت 17 عامًا، حيث لعب سبع مباريات وسجل ثلاثة أهداف. ومثل المغرب تحت 20 سنة في دورة الألعاب البحر الأبيض المتوسط 2022، وسجل هدفًا ضد الجزائر في مرحلة المجموعات. استدعي مرة أخرى إلى تشكيلة المغرب تحت 20 عامًا لبطولة موريس ريفيلو 2023، وسجل هدفاً ضد منتخب اليابان تحت 19 عامًا في المباراة الافتتاحية في البطولة.
بعد الأداء الذي قدمه مع فريق الشباب في أتلتيكو مدريد، ورد أن مدرب المغرب وليد الركراكي تحدث إلى الريحاني، بهدف استدعائه للمنتخب الوطني.
في 5 أكتوبر 2023، استدعي إلى منتخب المغرب تحت 23 عامًا، لخوض مباراتين ضد العراق وجمهورية الدومينيكان.

## روابط خارجية
- عبد الله الريحاني على موقع قاعدة بيانات كرة القدم.إي يو (الإنجليزية)
- عبد الله الريحاني على موقع Soccerway.com (الإنجليزية)
- عبد الله الريحاني على موقع عالم كرة القدم.نت (الإنجليزية)